# Episodi di Barney Miller (sesta stagione)
La sesta stagione della serie televisiva Barney Miller è stata trasmessa in anteprima negli Stati Uniti d'America dalla ABC tra il 13 settembre 1979 e l'8 maggio 1980.
| nº | Titolo originale           | Titolo italiano | Prima TV USA      | Prima TV Italia |
| -- | -------------------------- | --------------- | ----------------- | --------------- |
| 1  | Inquisition                |                 | 13 settembre 1979 |                 |
| 2  | The Photographer           |                 | 20 settembre 1979 |                 |
| 3  | Vacation                   |                 | 27 settembre 1979 |                 |
| 4  | The Brother                |                 | 4 ottobre 1979    |                 |
| 5  | The Slave                  |                 | 18 ottobre 1979   |                 |
| 6  | Strip Joint                |                 | 1º novembre 1979  |                 |
| 7  | The Bird                   |                 | 8 novembre 1979   |                 |
| 8  | The Desk                   |                 | 22 novembre 1979  |                 |
| 9  | The Judge                  |                 | 6 dicembre 1979   |                 |
| 10 | The DNA Story              |                 | 13 dicembre 1979  |                 |
| 11 | The Dentist                |                 | 27 dicembre 1979  |                 |
| 12 | People's Court             |                 | 3 gennaio 1980    |                 |
| 13 | Vanished (Part 1)          |                 | 10 gennaio 1980   |                 |
| 14 | Vanished (Part 2)          |                 | 17 gennaio 1980   |                 |
| 15 | The Child Stealers         |                 | 24 gennaio 1980   |                 |
| 16 | Guns                       |                 | 31 gennaio 1980   |                 |
| 17 | Uniform Day                |                 | 7 febbraio 1980   |                 |
| 18 | Dietrich's Arrest (Part 1) |                 | 28 febbraio 1980  |                 |
| 19 | Dietrich's Arrest (Part 2) |                 | 6 marzo 1980      |                 |
| 20 | The Architect              |                 | 27 marzo 1980     |                 |
| 21 | The Inventor               |                 | 1º maggio 1980    |                 |
| 22 | Fog                        |                 | 8 maggio 1980     |                 |